# Citizen (гурт)
Citizen — американський рок-гурт із південно-східного Мічигану та північно-західного Огайо, створений у 2009 році. Гурт складається з Мета Керекеса (вокал), братів Ніка (соло-гітара) і Еріка Гемма (бас), Мейсона Мерсера (ритм-гітара) і Бена Рассіна (ударні). Станом на лютий 2024 року вони підписані на лейбл Run for Cover Records і випустили чотири студійні альбоми: Youth (2013), Everybody Is Going to Heaven (2015), As You Please (2017) та Life in Your Glass World (2021). П'ятий альбом, Calling the Dogs, був випущений у жовтні 2023 року. Pitchfork назвав Citizen, що вважається частиною четвертої хвилі емо, «гуртом, фанати якого можуть рости разом з ним, а не перерости його».

## Історія

### 2009—2012: створення та перші релізи
Мет Керекес заснував гурт у 2009 році після того, як пішов з попереднього колективу, The Sound of Glory, де грав на барабанах. The Sound of Glory був металкор-гуртом, який мав велику місцеву фан-базу, а також певне регіональне визнання протягом свого існування. До складу цього гурту також входили інші учасники Citizen, Нік Гемм та Ерік Гемм, які грали на своїх відповідних інструментах. Додатковими учасниками гурту були вокаліст Джош Чайлдресс (гітарист The Plot in You) і другий гітарист The Sound of Glory, Джоуї Честер. Ранній матеріал Citizen включав мелодійне гардкорне звучання, що сильно відрізняється від їхньої нинішньої музики. Гурт випустив перше демо незабаром після створення. Перший концерт Citizen відбувся 28 січня 2010 року в клубі Frankie's Inner City в Толідо, штат Огайо, де вони виступили на розігріві у Set Your Goals.
У травні 2011 року гурт виступив на Bled Fest. Гурт також випустив спільний з гуртом The Fragile Season мініальбом під назвою The Only Place I Know.
Після підписання контракту з Run For Cover Records у березні 2012 року, Citizen почали записувати спліт EP з гуртом Turnover, колегами по лейблу. Run For Cover Records стверджує, що цей спліт-альбом знаменує зростання і зрілість обох гуртів, оскільки вони перетворилися з локальних виконавців на визнаних національних артистів. Після випуску EP-спліту Citizen/Turnover 22 травня 2012 року Citizen та Turnover вирушили в літній тур разом із гуртом Light Years.
У вересні 2011 року Citizen випустили мініальбом під назвою Young States, який був перевиданий у вересні 2012 року лейблом Run for Cover Records. Невдовзі після перевидання Young States Citizen вирушили у турне на підтримку гуртів Aficionado та Mixtapes, після чого пройшов тур із гуртами Such Gold, Mixtapes та Raindance. Нарешті, Citizen вирушили у короткий осінній тур як хедлайнери з State Champs і Candy Hearts на розігріві.

### 2013—2014: Youth
У лютому 2013 року Citizen почали запис дебютного студійного альбому Youth у 4-й студії з продюсером Віллом Іпом і випустили його 11 червня 2013 року. Youth містить десять треків, а також бонусну акустичну версію пісні «How Does It Feel?» В інтерв'ю для Beyond the Pit Press на запитання, як Citizen придумали назву альбому, гітарист Нік Гемм сказав, що Youth — це альбом про досягнення повноліття. Після випуску Youth Citizen грали у турі Vans Warped Tour 2013 року. Після туру Citizen відіграли концерт на підтримку Youth у своєму рідному місті Толідо, штат Огайо. У червні 2014 року гурт оголосив, що вирушає в осінній тур на підтримку Youth, який розпочався на початку вересня в Торонто, Канада, і закінчився в середині жовтня в Клівленді, штат Огайо. Тур пройшов за підтримки гуртів You Blew It!, Hostage Calm, Praise та True Love.

### 2015—2016:Everybody Is Going to Heaven
26 квітня 2015 року Citizen анонсували другий повноформатний альбом Everybody Is Going to Heaven з датою виходу 23 червня 2015 року на лейблі Run For Cover. Перед релізом альбому відбулася прем'єра відеокліпу на пісню «Stain», яка увійшла до альбому. Альбом став доступний для прослуховування 9 червня 2015 року на сторінці Bandcamp лейблу Run for Cover. Альбом посів 2 місце в чарті Billboard Vinyl Albums.

### 2017—2020:As You Please
У жовтні 2017 року Citizen випустили третій альбом As You Please на лейблі Run For Cover Records. Незабаром після виходу третього альбому Citizen розпочали тур As You Please Tour разом з гуртами Sorority Noise та Great Grandpa.
У 2018 році гурт вирушив в тур на підтримку гурту The Story So Far разом з Turnover і Movements. Наступного року вони випустили сингл під назвою «Big Mouth». На той час Барабанщик Джейк Дюхайме покинув гурт, його місце у студії зайняв Керекес. До кінця 2019 року квартет написав матеріал для четвертого альбому. Запис проходив у Толідо, штат Огайо, протягом зими 2019 року і на початку 2020 року. Пізніше у 2020 році гурт поділився неопублікованим треком «Clox», який був записаний для As You Please, але зрештою був виключений з альбому.

### 2021—2023:Life in Your Glass Worldта річницяYouth
11 січня 2021 року гурт анонсував четвертий повноформатний альбом Life in Your Glass World (на лейблі Run For Cover Records) і випустив головний сингл «I Want to Kill You». На нових прес-фото гурту для альбому були зображені лише Керекеш і брати Гемм, що підтверджує вихід Олерса. За іронією долі, саме Олерс сам зробив ці світлини. Згодом гурт підтвердив, що Олерс грав в альбомі і продовжував час від часу допомагатт у студії, але більше не був офіційним учасником Citizen. Після виходу з гурту Олерс повністю зосередився на кар'єрі фронтенд-розробника.
За кілька місяців до виходу альбому на цифрових стрімінгових сервісах з'явилися його другий і третій сингли («Blue Sunday» і «Black and Red»). 26 березня 2021 року вийшов альбом Life in Your Glass World. Гурт здійснив тур на підтримку альбому з двома гастрольними музикантами: Мейсоном Мерсером (ритм-гітара) та Ронні Фаррісом (барабани). Останнього пізніше того ж року замінив колишній барабанщик Title Fight Бен Рассін, який раніше працював з гуртом як її тур-менеджер. У квітні 2022 року гурт випустив новий сингл під назвою «Bash Out». Мерсер став режисером кліпу.
У січні 2023 року гурт оголосив про тур Північною Америкою на честь десятиріччя їх дебютного альбому Youth . Citizen виконували альбом повністю на кожному концерті, а в турі до них приєдналися Fiddlehead. Альбом також був перевиданий на вінілі.

### 2023–дотепер:Calling the Dogs
У липні 2023 року Citizen анонсували п'ятий студійний альбом Calling the Dogs, який вийшов 6 жовтня 2023 року. Гурт також поділився головним синглом альбому «If You're Lonely», прем'єра якого відбулася під час ювілейного туру Youth раніше того ж року. Разом з анонсом альбому з'явилося підтвердження того, що Мерсер і Рассін стали офіційними учасниками гурту.

## Музичний стиль
Біограф AllMusic Джейсон Лімангровер, назвав звучання гурту поєднанням «бомбезного емо-попу, постгардкору та щільного, кремезного інді-року». Гурт також описували як інді-рок і софт-ґрандж. Звучання Youth описується як емо, поппанк, постгардкор і панк-рок. Everybody Is Going to Heaven описували як альтернативний рок, емо та шугейз. Citizen відносять до різних жанрів, але в інтерв'ю для Cosmos Gaming у 2013 році гітарист Нік Гемм стверджує, що, хоча люди мають рацію, коли відносять гурт до тих чи інших жанрів, він вважає Citizen просто рок-гуртом.

## Концертні тури
- Тур Youth (2013)
- Осінній тур Citizen (2014)
- Спільний тур Citizen/Turnover (2016)
- Тур As You Please (2017)[34]
- Спільний тур Citizen/Knuckle Puck (2019)[35]
- Десятиріччя Youth (2023)[22]

## Дискографія
Студійні альбоми
- Youth (2013)[36][37]
- Everybody Is Going to Heaven (2015)
- As You Please (2017)
- Life in Your Glass World (2021)
- Calling the Dogs (2023)

Мініальбоми
- Young States (2011)

Спліти
- The Only Place I Know (спліт з The Fragile Season) (2011)
- Citizen / Turnover (спліт з Turnover) (2012)[38][39]

Сингли
- «Silo» (2014)[40]
- «Nail in Your Hand» (2015)
- «Jet» (2017)[41]
- «Open Your Heart» (2018)
- «Big Mouth» (2019)
- «Clox» (2020)
- «I Want to Kill You» (2021)
- «Blue Sunday» (2021)
- «Black and Red» (2021)
- «Bash Out» (2022)
- «If You're Lonely» (2023)
- «Hyper Trophy» (2023)
- «When I Let You Down» (2023)
- «Can't Take It Slow» (2023)

Інші релізи
- Demo (2009)

## Склад гурту
Поточний склад
- Мат Керекеш — ведучий вокал (2009–дотепер), семплер, клавішні (2017–дотепер), ударні (2019—2021)
- Нік Гемм — соло-гітара, бек-вокал (2009–дотепер), ритм-гітара (2020—2023)
- Ерік Гемм — бас (2009–дотепер)
- Бен Рассін — ударні (2023–дотепер; гастрольний учасник 2021—2023)
- Мейсон Мерсер — ритм-гітара (2023–дотепер; гастрольний учасник 2021—2023)

Колишні учасники
- Райланд Олерс — ритм-гітара, бек-вокал (2009—2020; періодичні сесії та гастролі 2021–дотепер)
- Майк Армстронг — ударні (2009—2012)
- Крей Вілсон — ударні (2012—2014)
- Джейк Дюхайме — ударні (2014—2019)
- Ронні Фарріс — ударні (2021, гастролі)

Шкала